# Merregnon
Merregnon ist eine Reihe von Musikproduktionen, die Orchesterkompositionen und Fantasy-Geschichten kombinieren. Seit 2000 werden sie als Alben veröffentlicht und als Live-Konzerte präsentiert. Die beiden jüngsten Teile, Merregnon: Land of Silence und Merregnon: Heart of Ice, wurden 2021 bzw. 2024 mit dem Royal Stockholm Philharmonic Orchestra und der Deutschen Staatsphilharmonie Rheinland-Pfalz uraufgeführt. Sie wurden konzipiert, um Familien und ein jüngeres Publikum an Orchestermusik heranzuführen, in der Tradition von Saint-Saëns’ Karneval der Tiere und Prokofjews Peter und der Wolf.
Die Merregnon-Reihe steht unter der künstlerischen Leitung von Thomas Böcker, dem Gründer von Merregnon Studios, der auch als Produzent fungiert. Für die Produktionen wurden zahlreiche Komponisten gewonnen, die für ihre Arbeit an Videospielen bekannt sind, wie Nobuo Uematsu, Yoko Shimomura, Chris Hülsbeck und Yuzo Koshiro.

## Merregnon: Heart of Ice

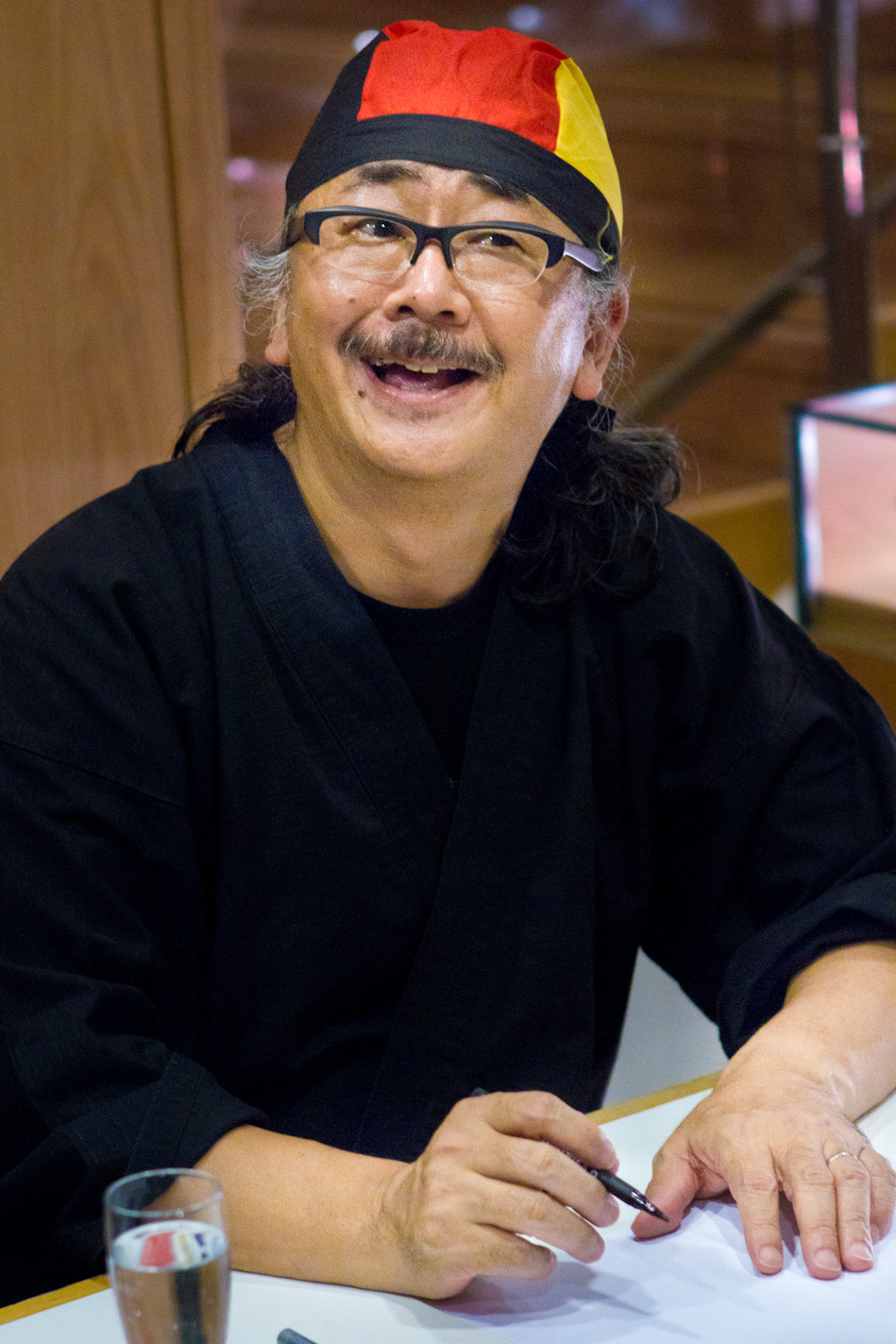
Komponist Nobuo Uematsu

Merregnon: Heart of Ice ist ein Orchesterwerk mit Musik von Nobuo Uematsu und einer Geschichte der Kinderbuchautorin Frauke Angel. In einem Interview mit der ZEIT erklärte Uematsu, dass er seine verbleibende kreative Zeit Projekten widmen wolle, die ihm persönlich am Herzen liegen, wie Merregnon: Heart of Ice. Die Uraufführung fand am 29. Februar 2024 in Ludwigshafen statt, gespielt von der Deutschen Staatsphilharmonie Rheinland-Pfalz unter der Leitung von Eckehard Stier.
Es handelt sich um Uematsus erstes Orchesterwerk, das ausdrücklich für den Konzertsaal entstanden ist. Sein Ziel dabei war, „Musik zu schreiben, die Kinder glücklich macht“. Die nächste Aufführung ist für den 25. Juni 2026 in der Philharmonie de Paris mit dem Orchestre national d’Île-de-France geplant.

### Geschichte
Die Geschichte spielt in der eisigen Welt von Merregnon. Im Mittelpunkt stehen Kjugo, ein fröhlicher hölzerner Roboter, und die Hündin Beru, die sich auf die Suche nach Kjugos Schöpfer Nuobi begeben. Ihre Reise führt sie durch ein Reich ewiger Kälte, das von der Eiswindtänzerin Goyakai beherrscht wird. Auf ihrem Weg müssen Kjugo und Beru zahlreiche Herausforderungen bestehen, ehe sie Goyakai gegenübertreten. Im entscheidenden Moment gelingt es Kjugo, den magischen Bann zu brechen, der das Land im Eis gefangen hält. Nuobi wird gefunden, und die Wärme kehrt in die Welt zurück.

### Rezeption
Merregnon: Heart of Ice wurde von der deutschen Tageszeitung Die Rheinpfalz als „ein spannendes Abenteuer mit viel Dramatik und einem fulminanten Kampf um Menschlichkeit“ beschrieben. Die Autorin Ulrike Dansauer, die der Uraufführung beiwohnte, hob die breite Wirkung des Projekts hervor: „Die Geschichte [...] kommt beim jungen Publikum sehr gut an: andächtiges Lauschen auch der Kleinsten, geschlossene Augen bei Erwachsenen, ganz versunken in die Geschichte.“
Thomas Nickel, Autor beim deutschen Computerspielmagazin M!Games, bestätigte diesen Eindruck: „Trotz später Stunde sind die jüngeren Besucher ebenso gefesselt wie die älteren Gäste.“ Er verglich den musikalischen Stil von Merregnon: Heart of Ice mit frühen Final Fantasy-Soundtracks, empfand ihn jedoch als „frisch und originell“. Zudem betonte er die Ausdruckskraft des Projekts: „Man merkt Heart of Ice die Freude an der Musik und der Komposition deutlich an“, die Werke stünden für sich, ohne auf Grafiken oder Spielsysteme angewiesen zu sein, und vermittelten so eigenständig „Drama und Figuren“.

## Merregnon: Land of Silence

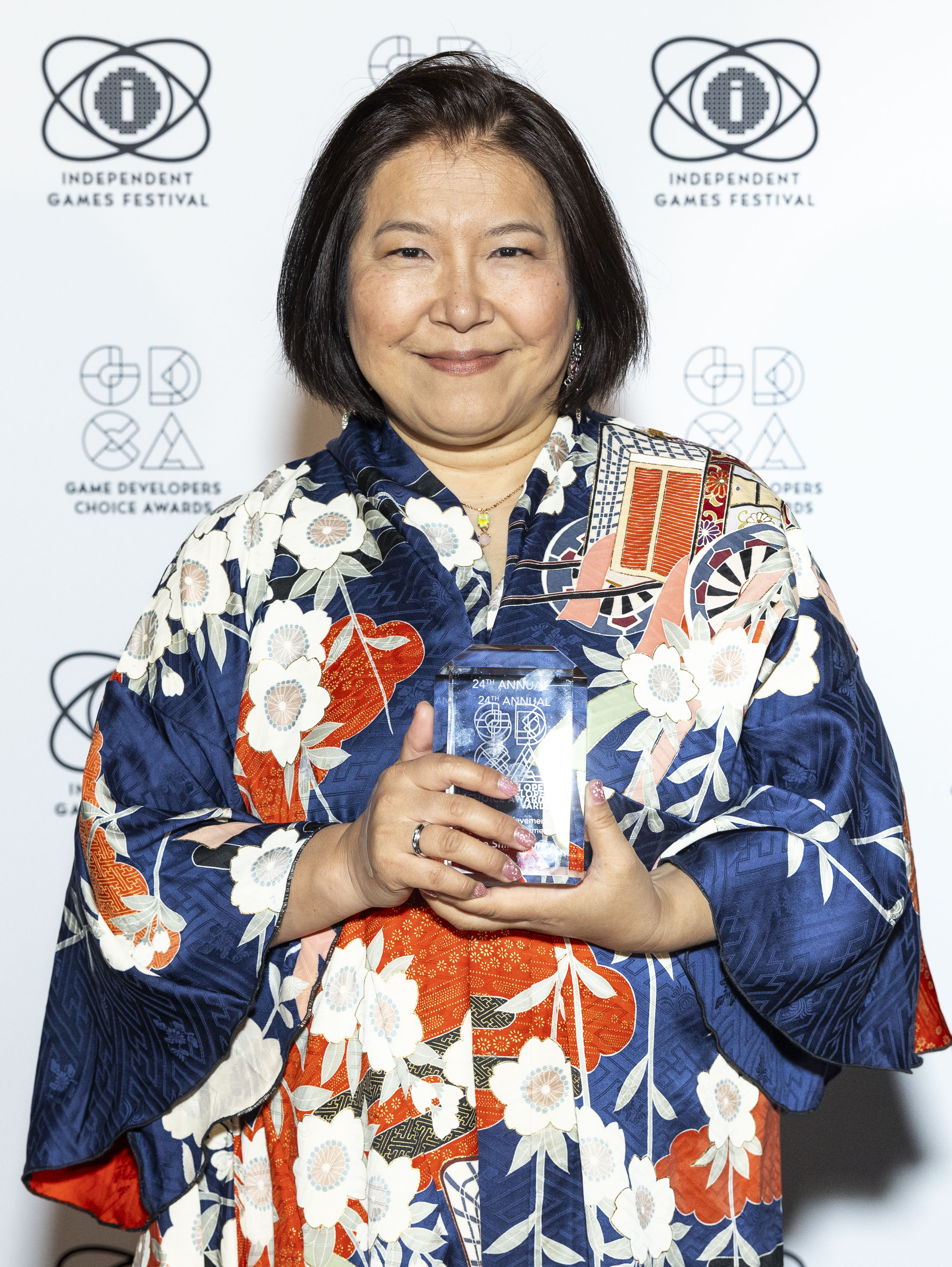
Komponistin Yoko Shimomura

Merregnon: Land of Silence ist ein Orchesterwerk mit Musik von Yoko Shimomura und einer Geschichte der Kinderbuchautorin Frauke Angel. Es handelt sich um Shimomuras erstes Orchesterwerk für den Konzertsaal.
Die Uraufführung fand mit dem Royal Stockholm Philharmonic Orchestra unter der Leitung von Andreas Hanson statt und wurde im Juni 2021 im Konzerthaus Stockholm aufgezeichnet. Das Video wurde am 10. September 2021 auf der Website des Orchesters veröffentlicht. Seit 2022 wird Merregnon: Land of Silence weltweit aufgeführt, unter anderem von Orchestern wie dem Orchestre de Chambre de Lausanne, Hong Kong Philharmonic Orchestra oder Shanghai Symphony Orchestra.

### Geschichte
In der tristen Welt von Merregnon lebt das Mädchen Miru mit ihrem Hund Mako. Eines Tages finden sie einen verletzten Vogel namens Ikari, der von einem fernen Land im hohen Norden erzählt, in dem Milch und Honig fließen. Zusammen mit ihrem Freund Hikito brechen sie auf. Ihre Reise führt sie zu einer gewaltigen Mauer, die das paradiesische Nordland vom grauen Süden trennt, und zu Skissor, einem vermeintlichen Kriegshelden, der den Drachen Yamakito gefangen hält. Skissor zwingt den Drachen, das Grenzgebiet zu bewachen und so das Tor zum Norden zu versperren. Mit Ikaris Hilfe gelingt es den Freunden, Yamakito zu befreien. Sein Lied besiegt Skissor und die Mauer fällt.

### Rezeption
Merregnon: Land of Silence wurde von der Frankfurter Allgemeinen Zeitung als „symphonischer Anime“ bezeichnet. Klassik Radio beschrieb das Konzert als ein „sinfonisches Anime-Märchen für die ganze Familie“, das Kinder spielerisch an die Welt des Orchesters heranführe. In einem Beitrag des Deutschlandfunks wurde die Zusammenarbeit mit einer Videospielkomponistin im Kontext musikalischer Bildungsarbeit hervorgehoben.
Für die Zeitschrift Gramophone schrieb Böcker einen Gastbeitrag über die Bedeutung von Familienkonzerten, in dem er den Wert eines unterhaltsamen Zugangs zur Orchestermusik betonte. Das Magazin Wired nannte Merregnon: Land of Silence „eine willkommene helfende Hand für angeschlagene Konzertsäle“. In einem Webinar der deutschen Botschaft in Tokio sprachen Yoko Shimomura, Frauke Angel und Thomas Böcker über die Entstehung des Projekts.

## Anfänge mit Merregnon Vol. 1 und 2

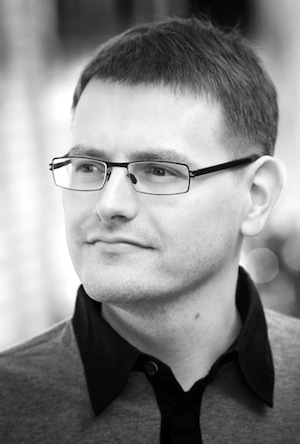
Produzent und künstlerischer Leiter Thomas Böcker

1999 rief Thomas Böcker das Projekt Merregnon ins Leben, indem er internationale Komponisten einlud, an seiner Musikproduktion mit Einflüssen aus der Welt der Videospielmusik mitzuwirken. Merregnon, Volume 1 erschien im Jahr 2000 bei synSoniq Records. Die Veröffentlichung enthielt orchestrale Musik mit Erzähltext sowie ein Begleitheft mit Geschichte und Illustrationen.
Ein Medley mit Musik aus Merregnon, Volume 2 wurde 2003 im Rahmen des ersten Symphonic Game Music Concert in Leipzig uraufgeführt, ebenfalls produziert von Böcker. Das vollständige Album erschien 2004 bei Totentanz Records und wurde über SoulFood / Sony Music vertrieben. 2005 folgte eine japanische Ausgabe durch Dex Entertainment. Im Gegensatz zum ersten Album, das überwiegend mit synthetischen und gesampelten Klängen produziert worden war, wurde Volume 2 mit einem Live-Orchester unter der musikalischen Leitung von Andy Brick aufgenommen. Hauptkomponist beider Alben war Fabian Del Priore, der zentrale musikalische Themen entwickelte.

### Rezeption
Merregnon, Volume 1 wurde nach seiner Veröffentlichung positiv aufgenommen. Die Fachzeitschrift Amiga Plus hob hervor, dass die orchestrale Musik insbesondere ein junges Publikum anspreche. Die Website Epic Sound betonte die Zusammenarbeit vielversprechender Nachwuchskomponisten, während Music4Games dem Projekt bescheinigte, neue Maßstäbe in der Welt der Videospielmusik zu setzen. Die deutsche Website Krawall lobte die Bildhaftigkeit der Musik, und PC Joker bezeichnete das Album in seiner Rezension als „Hit“.
Auch Merregnon, Volume 2 wurde vielfach gelobt. Die Website DemoNews beschrieb die Musik als „einfach atemberaubend“, das Magazin Nautilus verwies auf die Nähe zu epischen Filmmusiken und sah darin ein Highlight für entsprechende Fans. MacLife sprach von „Spielmusik in Hollywood-Qualität“. Neben der Musik wurden auch Gestaltung des Begleitmaterials hervorgehoben, etwa von Astan und MangasZene, die das Booklet als hochwertig und aufwendig beschrieben.
Das deutsche Online-Magazin 4Players widmete dem Projekt eine mehrteilige Artikelreihe mit Interviews mit Thomas Böcker und beteiligten Komponisten. Nach Aussage von Böcker bildete die Arbeit an den beiden Merregnon-Alben den Grundstein für die spätere Entwicklung seiner Game Concerts-Reihe.

## Komponisten
- Andy Brick (Vereinigte Staaten)
- Allister Brimble (England)
- Jason Chong (Australien)
- Fabian Del Priore (Deutschland)
- Gustaf Grefberg (Schweden)
- Olof Gustafsson (Schweden)
- Markus Holler (Deutschland)
- Chris Hülsbeck (Deutschland)
- Yuzo Koshiro (Japan)
- Jogeir Liljedahl (Norwegen)
- Yoko Shimomura (Japan)
- Rudolf Stember (Deutschland)
- Nobuo Uematsu (Japan)
- Jonne Valtonen (Finnland)